# Margarita Alexandrowna Eichenwald

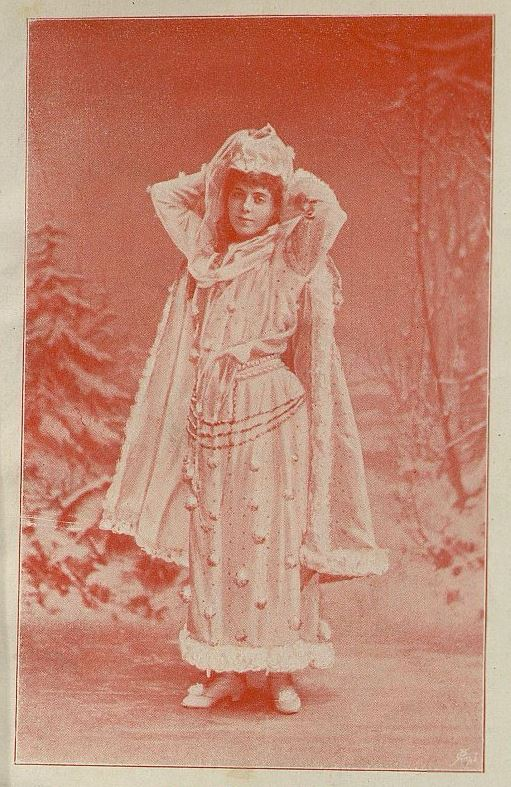
Margarita Alexandrowna Eichenwald (1893)

Margarita Alexandrowna Eichenwald (russisch Маргарита Александровна Эйхенвальд; * 1866 in Moskau; † 1957 in den USA) war eine russisch-US-amerikanische Opernsängerin (Sopran) und Gesangspädagogin.

## Leben
Eichenwalds Vater Alexander Fjodorowitsch Eichenwald war Fotograf mit einem Atelier in der Moskauer Petrowski-Passage, der die künstlerische Fotografie anstrebte. Die Mutter Ida Iwanowna Eichenwald geborene Papendick war Harfenistin und Professorin am Moskauer Konservatorium.
Von 1884 bis 1890 studierte Eichenwald Gesang am Moskauer Konservatorium in der Klasse von E. Tagliabue. Ab 1888 trat sie in Konzerten auf. 1889 debütierte sie als Papagena am Bolschoi-Theater, wo sie bis 1901 sang. Eine ihrer vielen Rollen war die Tatjana in Pjotr Iljitsch Tschaikowskis Eugen Onegin. Von 1900 bis 1910 trat sie in Sawwa Iwanowitsch Mamontows Moskauer Privater Russischer Oper auf. Anschließend sang sie im St. Petersburger Mariinski-Theater. Auch trat sie in der Provinz auf, so in Tiflis, Nischni Nowgorod (1894), Kasan (1894, 1911) und in den USA.
Eichenwald war 1890 die erste Marja in Anton Stepanowitsch Arenskis Traum an der Wolga (nach Alexander Nikolajewitsch Ostrowskis Komödie) und 1892 der erste Stefano in Antoine Simons Rolla. Eichenwald wurde von Nikolai Andrejewitsch Rimski-Korsakow, Pjotr Iljitsch Tschaikowski und  Anton Stepanowitsch Arenski sehr geschätzt. Arenski widmete ihr 1892 die Romanze Lied des Fischleins nach Versen von Michail Jurjewitsch Lermontow. In Sinfoniekonzerten übernahm sie die Solopartie in Ludwig van Beethovens Messe in C-Dur (1893). In Kammerkonzerten sang sie Romanzen von Alexander Tichonowitsch Gretschaninow und Reinhold Moritzewitsch Glière. Daneben lehrte sie an der Moskauer Musik-Dramatik-Schule.
Nach der Oktoberrevolution emigrierte Eichenwald und kam 1925 nach New York. Ihre Ehe mit dem Bassisten Stepan Jewtropjewitsch Treswinski war vorher beendet worden.
Eichenwald hatte drei Geschwister. Alexander war Physiker, Nadeschda war Harfenistin und Sängerin, und Anton war Komponist.